# Homoneura nubilifera
Homoneura nubilifera är en tvåvingeart som först beskrevs av Malloch 1920.  Homoneura nubilifera ingår i släktet Homoneura och familjen lövflugor. Inga underarter finns listade i Catalogue of Life.